# Heimo Scheuch
Heimo Scheuch (* 15. Oktober 1966 in Villach) ist ein österreichischer Manager. Er ist seit 2009 als Vorstandsvorsitzender (CEO) der Wienerberger AG tätig.

## Leben
Heimo Scheuch wuchs in Mühldorf im Mölltal auf. Von dort aus ging er nach Wien, Paris und London, wo er Rechtswissenschaften und Wirtschaft studierte. 1993 promovierte er an der Universität Wien zum Dr. iur.

## Beruflicher Werdegang

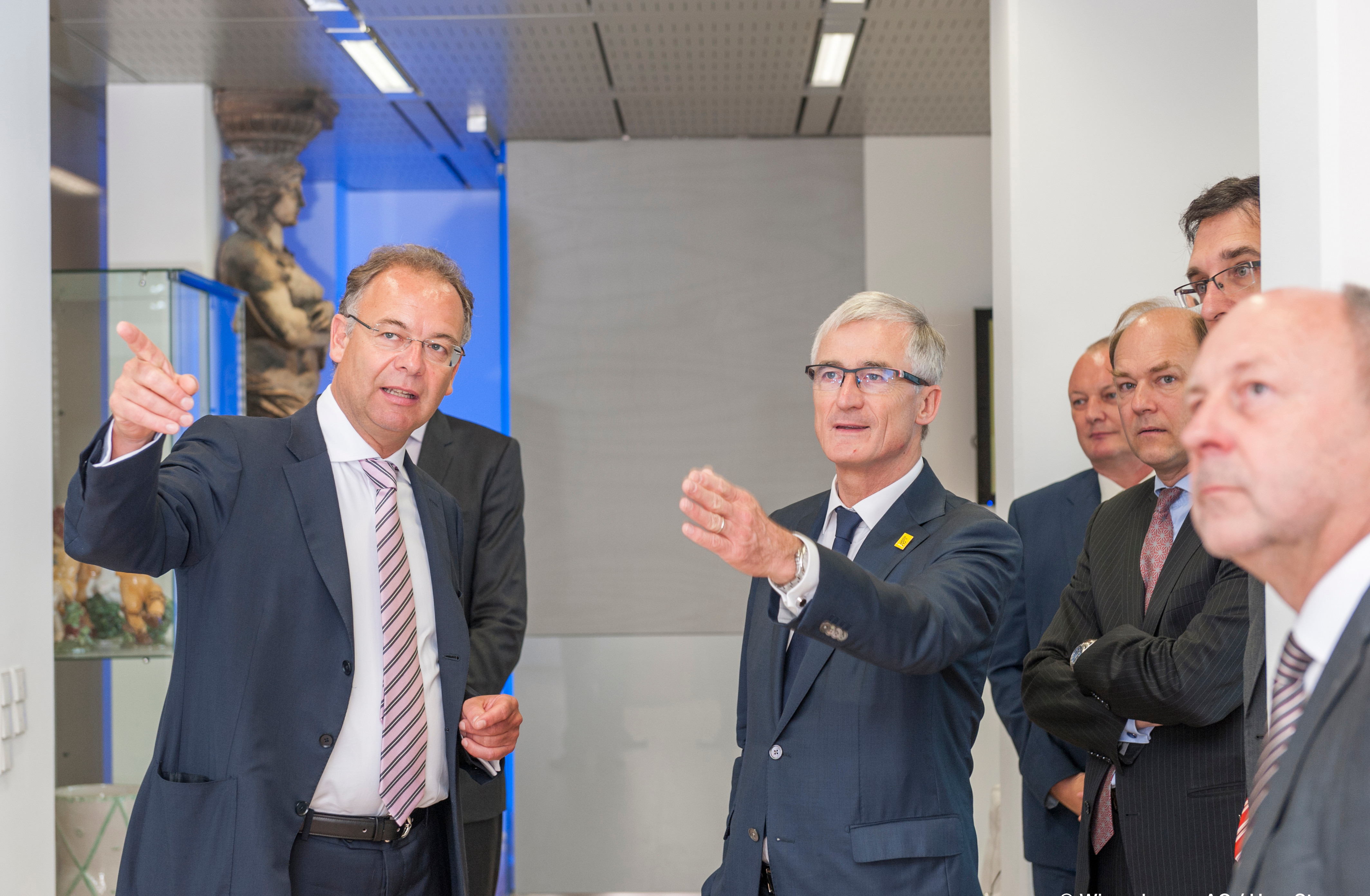
Heimo Scheuch und der flämische Ministerpräsident Geert Bourgeois im Wienerberger Headquarters in Wien

Er begann seine Karriere bei der in Mailand und London ansässigen Rechtsanwaltskanzlei Shook, Hardy & Bacon im Bereich Corporate Finance. 1996 kam er als Assistent des Vorstands zur Wienerberger AG. 1997 wechselte er in das Senior Management zu Terca Bricks in Belgien und wurde 1999 CEO von Terca. Seit 2001 war er Mitglied des Vorstands und bis 2009 als Chief Operation Officer tätig. Im August 2009 wurde er dann vom Aufsichtsrat zum Vorstandsvorsitzenden der Wienerberger AG ernannt.
Zusätzlich ist Heimo Scheuch im Aufsichtsrat der Wiener Börse AG und der CEESEG AG, Präsident des Europäischen Ziegel- und Tondachziegelverbands, Vizepräsident von Cerame-Unie und von Construction Products Europe.

## Privates
Heimo Scheuch ist verheiratet und ein Cousin der ehemaligen Kärntner FPÖ/BZÖ-Politiker Uwe Scheuch und Kurt Scheuch.